# Tiptonville
Tiptonville är administrativ huvudort i Lake County i Tennessee. Vid 2020 års folkräkning hade Tiptonville 3 976 invånare.